# Carol Doda
Pour les articles homonymes, voir Doda.
Carol Ann Doda, née le 29 août 1937 à Vallejo dans le comté de Solano (Californie) et morte le 9 novembre 2015 à San Francisco (Californie), est une stripteaseuse américaine, célèbre à San Francisco dans les années 1960. Elle participe également au tournage de films pornographiques.

## Biographie
Elle commence sa carrière au début des années 1960, et contribue à populariser le striptease aux États-Unis, en devenant la première représentante du mouvement. À partir de la seconde moitié des années 1960, Doda devient un « improbable symbole de liberté ».
Elle travaille au Condor Club et un large panneau publicitaire en face du magasin montre une photo d'elle. Carol Doda commence ses numéros sur un grand piano qui descend du plafond grâce à des moteurs hydrauliques ; elle danse ensuite sur le piano,.
En 1964, après un spectacle « sensationnel », plusieurs autres groupes de danseuses se mettent à imiter ses numéros et le mouvement prend de l'ampleur. Sous son impulsion et celle du Condor Club, le striptease devient ainsi l'une des attractions de la ville de San Francisco et Doda est désignée comme « une attraction touristique, juste derrière le Golden Gate Bridge ». 
San Francisco tente d'abord de mettre fin au mouvement par des interventions de la police. Les danseuses du Condor Club, dont Doda, sont renvoyées devant la justice, dans un procès surnommé le « topless trial ». Cela accroît encore la popularité de Doda, qui se produit désormais devant les troupes américaine de la guerre du Viêt Nam et devient l'amante de Frank Sinatra. Finalement, la ville de San Francisco légalise les numéros de danse seins nus en 1965.
Carol Doda est renommée pour son énorme poitrine, elle est une des premières femmes à recourir à la chirurgie esthétique. Sa poitrine taillait à l'origine 34B (aux États-Unis, 90B en France, 75B en Europe), les injections de silicone l'ont portée à 44D (aux États-Unis, 115D en France, 100D en Europe). Les conséquences sur la santé sont alors peu étudiées à l'époque, et l'enjeu est trop important pour les danseuses du Condor Club pour qui ces opérations sont un « risque nécessaire » à prendre.
Carol Doda se retire du striptease dans les années 1980, puis elle tient une boutique de lingerie à San Francisco, d'où elle anime une ligne de téléphone rose depuis l'arrière-boutique. Elle joue également avec un groupe de musique new wave à Broadway au cours des années 1980.
Dans Never so deep (Wanted Hookers) de Gerard Damiano, où elle joue le rôle de Madame Vivian, une tenancière de maison close, on aperçoit plusieurs fois la fameuse façade du Condor Club avec son nom en lettres géantes. 
Elle meurt finalement en 2015, à l'âge de 78 ans. Elle est victime du syndrome de Goodpasture, qui s'attaque à ses poumons et à ses reins, causé par son exposition à la silicone. 
En 2023 sort le film Carol Doda: Topless at the Condor, film biographique racontant son histoire. Il est présenté au festival du film de Mill Valley la même année.

## Filmographie
- 1968 : Head, de Bob Rafelson
- 1981 : Never so deep, de Gerard Damiano